# مخادس
مخادس (به اسپانیایی: Mojados) یک شهرستان در اسپانیا است که در استان وایادولید واقع شده‌است.